# アメリカ航空宇宙学会
アメリカ航空宇宙学会（アメリカこうくううちゅうがっかい、英称: American Institute of Aeronautics and Astronautics、略称: AIAA）は、アメリカ合衆国の航空宇宙工学とその関連分野の学会である。

## 概要
1963年に設立され、現在ではこの種の学術団体としては世界最大規模となる82か国の3万人の会員と、164の学生支部の6500人以上の学生会員を擁する。

## 活動
学会誌の出版、賞の授与、学会の開催等、多岐にわたる。

### ライトフライヤー号の複製機の作成

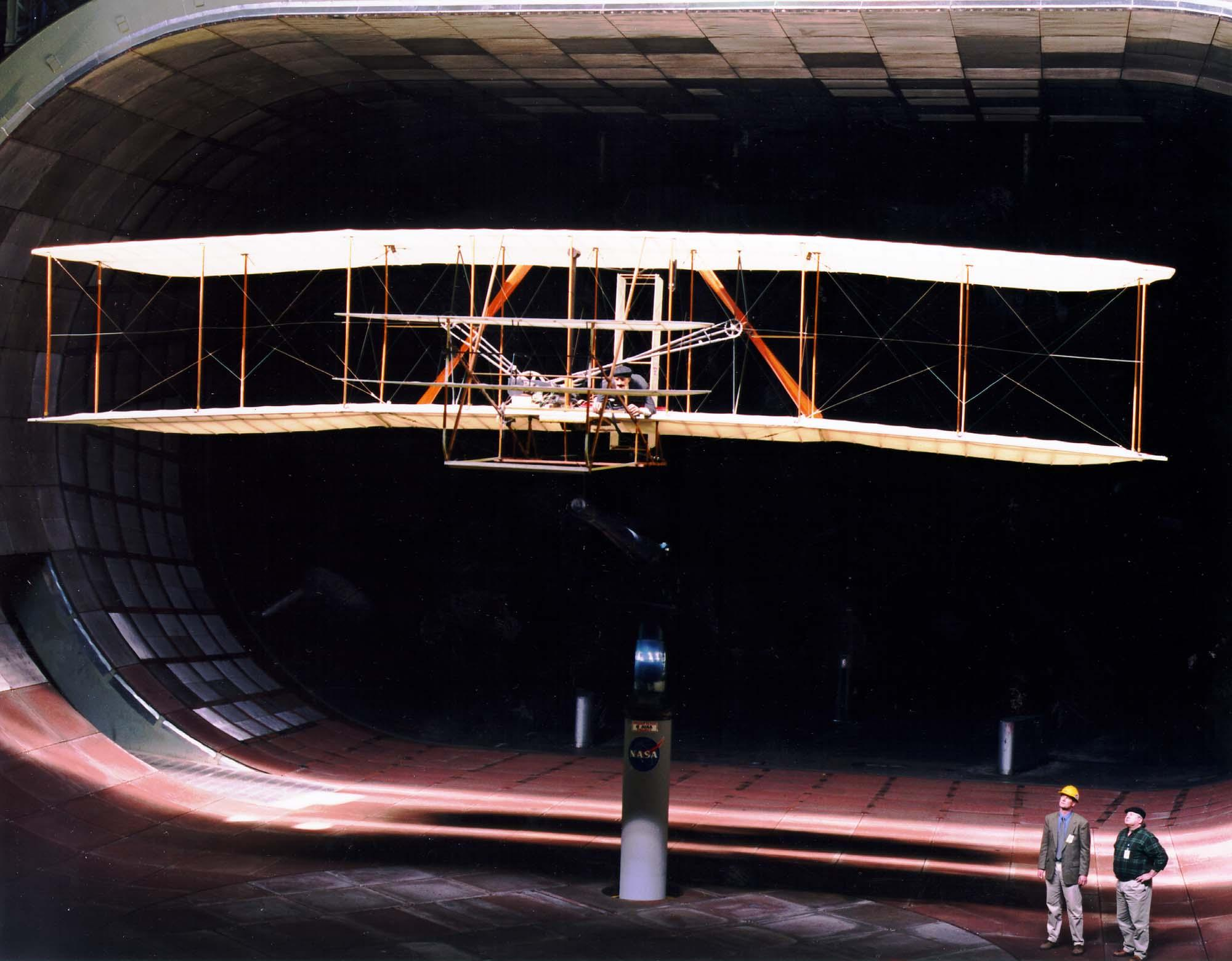
ロサンゼルス支部の会員達によって製作されたライトフライヤー号の複製機のエイムズ研究センターでの風洞実験

ロサンゼルス支部の会員達によってスミソニアン協会によって提供された資料を基にライトフライヤー号の複製機が製作された。1999年3月に実物大の複製機がNASAのエイムズ研究センターの風洞で歴史的な飛行のデータを収集する目的で実験された。2週間の間に技術者達は複製機の安定性、飛行特性を調査した。複製機は寸分違わぬものだったが、風洞内に設置するために実機よりも幾分強化された。

## 賞と講座

### 賞
- Goddard Astronautics Award: AIAAの宇宙航行学に関する最高賞。エスター・キスク・ゴダードが夫の ロバート・ゴダードの宇宙航行学分野の発展を導いた先駆的な功績を記念して贈呈。[4]
- リード航空賞(Reed Aeronautics Award): AIAAの航空科学・工学に対する最高賞。プロペラブレードに金属を使用する先駆者であるSylvanus Albert Reed（英語版）博士にちなんで名付けられた。[4]
- Holt Ashley Award for Aeroelasticity: マサチューセッツ工科大学と スタンフォード大学で教鞭をとった著名な 空力弾性学者Holt Ashley（英語版）教授にちなんで名付けられ、 空力弾性の分野に大きく貢献した人に 4 年ごとに授与される。
- Missile Systems Award: 技術部門と管理部門の2部門。技術賞はミサイルシステムに必要な技術の開発や使用における顕著な功績に対して授与される。現在、技術賞と管理賞は2年に1度のミサイル科学会議で交互に授与されている。したがって、この賞は4年に1度授与される。[4]
- Wyld Propulsion Award: James Hart Wyld（）にちなんで名付けられ、「ロケット推進システムの開発または応用における優れた業績」を称えて毎年授与される。[5]

### 講座
- Dryden Lectureship in Research: ヒュー・ドライデンにちなんで名づけられた。[6][7]
- Durand Lectureship: William F. Durand（英語版）にちなんで名づけられた。[8]
- von Kármán Lectureship in Astronautics: セオドア・フォン・カルマンにちなんで名づけられた。[9]
- Wright Brothers Lectureship in Aeronautics: ライト兄弟にちなんで名づけられた。[10]

## 沿革
- 1930年 - アメリカ惑星協会(American Interplanetary Society)が設立された。[1]
- 1932年 - 航空宇宙科学学会(IAS)が設立された[1]。
- 1934年 - アメリカ惑星協会がアメリカロケット協会(ARS)に改組された。
- 1963年7月 - アメリカロケット協会と航空宇宙科学学会が合併してアメリカ航空宇宙学会が設立された。[1]
- 1988年 - ニューヨークからワシントンD.Cに移転[1]
- 1996年 - AIAA財団を設立した[1]
- 2003年7月 - ライト兄弟の動力飛行百周年を祝った[1]。